# Scapania gymnostomophila
Scapania gymnostomophila là một loài rêu trong họ Scapaniaceae. Loài này được Kaal. mô tả khoa học đầu tiên.